# Monarda
Monarda este un gen de plante din familia  Lamiaceae.

## Specii
Cuprinde circa 20 specii.

## Legături externe
- Materiale media legate de Monarda la Wikimedia Commons
- „Monarda” în Dicționar dendrofloricol la DEX online